# ロヴァゼンダ
ロヴァゼンダ（伊: Rovasenda）は、イタリア共和国ピエモンテ州ヴェルチェッリ県にある、人口約900人の基礎自治体（コムーネ）。

## 地理

### 位置・広がり
| 隣接するコムーネは以下の通り。括弧内のBIはビエッラ県所属を示す。 - アルボーリオ - ブルズネンゴ (BI) - ブロンツォ - ガッティナーラ - ギズラレンゴ - レンタ - マッセラーノ (BI) - ロアージオ - サン・ジャーコモ・ヴェルチェッレーゼ |